# Menschenrechte in Katar

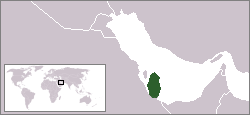
Geografische Lage von Katar

Der Zustand der Menschenrechte in Katar wird vielfach kritisiert. Hunderttausende von meist südasiatischen Wanderarbeitern im Baugewerbe sind in Katar Ausbeutung und Misshandlung ausgesetzt. Hausangestellte, oft arme Frauen aus südostasiatischen Ländern, haben wenig Rechte und können Opfer von Menschenhandel werden. Sie werden auch oft von den Familien, in denen sie arbeiten, missbraucht. Es gibt Einschränkungen der individuellen Rechte wie der Meinungsfreiheit, und es existieren Gesetze mit Strafen für Homosexualität. Inzwischen wurden einige Arbeitsreformen durchgeführt, darunter zwei umfassende Änderungen im Jahr 2020.

## Berichte der Menschenrechtsorganisationen
Freedom House schätzt den Katar grundsätzlich als nicht frei ein. Im Bericht „Freedom in the World 2021“ hatte Katar 7/40 Punkte bei den politischen Rechten und 18/60 Punkte bei den Freiheitsrechten, also insgesamt 25/100 Punkte (nicht frei). Nach Angaben von Menschenrechtsorganisationen wie Amnesty international ist Katar für verschiedene Menschenrechtsverletzungen und Diskriminierungen verantwortlich:

### Behandlung von Niedriglohnmigranten

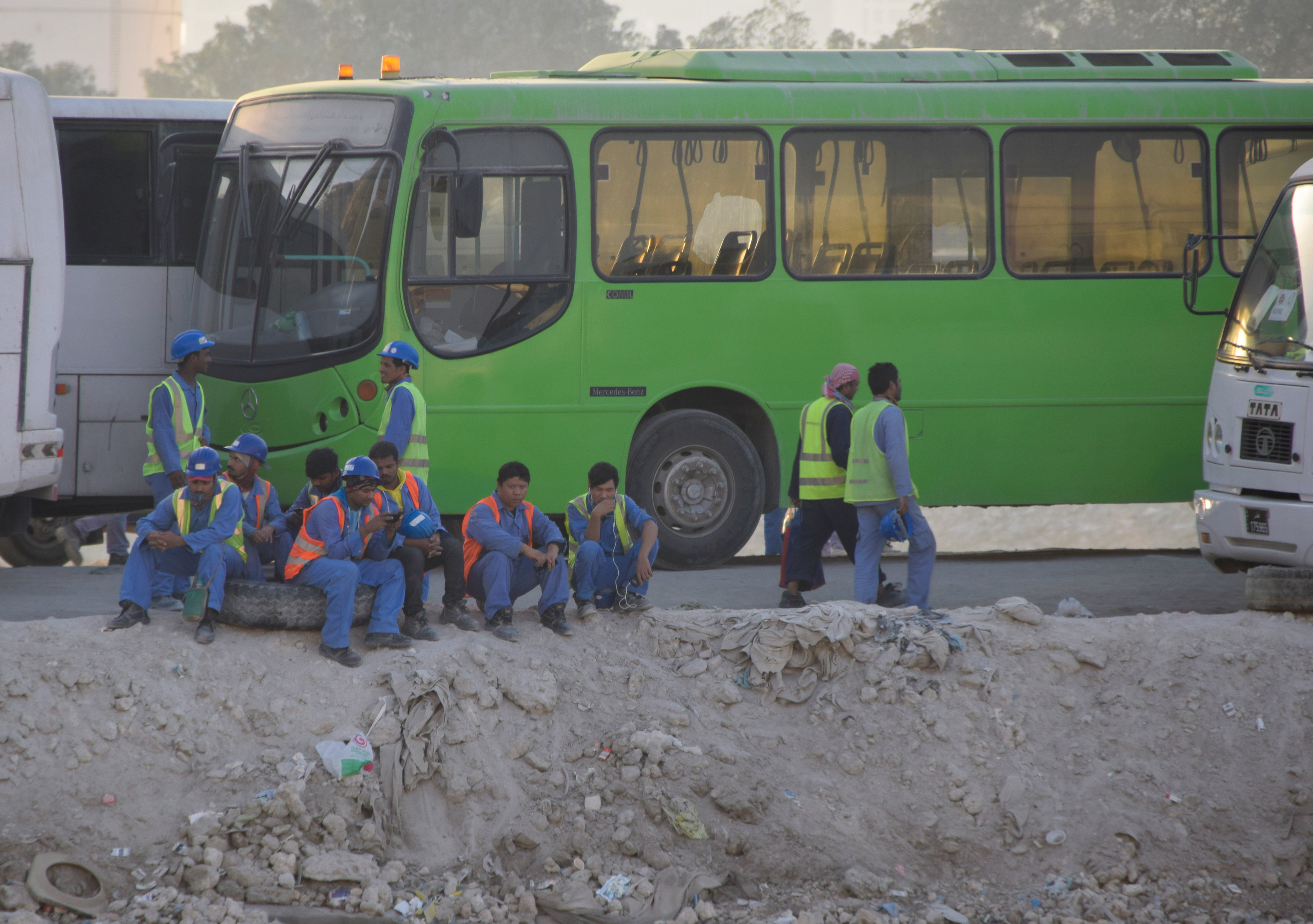
Arbeitsmigranten in Doha, 2018

Etwa 87 Prozent der Bevölkerung von Katar sind Ausländer und ein großer Teil von ihnen sind Niedriglohnmigranten. Viele der Niedriglohnmigranten werden diskriminiert und deren Ausbeutung und Missbrauch sind an der Tagesordnung.
Besonders weibliche Hausangestellte, die meist aus Süd- und Südostasien, hauptsächlich den Philippinen, oder aus Ostafrika kommen, weisen ein stark erhöhtes Risiko zur Gefährdung auf, von körperlicher Gewalt bis zum sexuellen Missbrauch durch den Arbeitgeber. Amnesty International hat im Oktober 2020 die Arbeitsbedingungen für ausländische Hausangestellte in Katar untersucht. Sie seien häufig Misshandlungen, Erniedrigung und härtesten Arbeitsbedingungen ausgesetzt. Etwa 85 Prozent der befragten Frauen erklärten, selten oder nie freie Tage zu bekommen, und dass Arbeitgeber ihre Pässe einbehalten würden. Viele erklärten auch, dass sie spät oder gar nicht bezahlt würden. Der Missbrauch kommt von allen Familienmitgliedern, insbesondere von den Hausfrauen, die von den Hausangestellten oft nur mit „Madam“ angesprochen werden dürfen. Die Hausangestellten sind verpflichtet, ihrer „Madam“ zu gehorchen, wie ein Sklave seinem Herrn gehorcht. Die Hausangestellten werden bespuckt, geschlagen, getreten und an den Haaren gezogen.
Als ein Grund für die schlechten Bedingungen gilt vor allem das sogenannte Kafala-System, das ausländische Arbeiter fest an einen einheimischen Bürgen wie einen Arbeitgeber bindet, der etwa einem Jobwechsel zustimmen muss. Zudem wird vom Arbeitgeber kontrolliert, ob Arbeiter im Land leben und ihrem Beruf nachgehen dürfen. Außerdem können Wanderarbeiter ihre Aufenthaltsgenehmigung nicht selbst verlängern. Obwohl das Kafala-System im August 2020 abgeschafft wurde, kommt es öfters jedoch wie vorher immer noch zu Misshandlungen gegenüber weiblichen Hausangestellten.
Malcolm Bidali, ein Kenianer, der bis 2021 als Sicherheitsmitarbeiter in Katar arbeitete, schreibt seit 2020 in einem Blog unter dem Pseudonym „Noah“ über die Notlage der Niedriglohnmigranten in Katar. Er war laut Menschenrechtsgruppen Anfang Mai 2021 in Katar unter Gewaltanwendung verschwunden. Bidali wurde von den katarischen Sicherheitsdiensten festgenommen und befand sich laut einer Vereinigung von Menschenrechtsorganisationen, zu denen Amnesty International und Human Rights Watch gehören, an einen unbekannten Ort. Seine Artikel geben laut The Guardian einen intimen Einblick in die Arbeits- und Lebensbedingungen von Niedriglohnmigranten. Bidali beschrieb überfüllte Schlafsäle, beschlagnahmte Pässe, den Mangel an Privatsphäre und seine erfolglosen Versuche, eine bessere Behandlung zu erreichen. Anschließend verbrachte er einen Monat im Gefängnis und wurde im Juni 2021 freigelassen. Bidali verließ daraufhin das Land. Im November 2021 wurden zwei norwegische Journalisten, die die Bedingungen von Niedriglohnmigranten in Katar vor der FIFA-Weltmeisterschaft 2022 untersuchten, festgenommen und 36 Stunden lang inhaftiert, als sie versuchten, das Land zu verlassen. Ein Sprecher der katarischen Regierung sagte, sie seien angeblich wegen „Betretens von Privateigentum und Filmen ohne Genehmigung“ festgenommen worden.
Ein großer Teil der Niedriglohnmigranten lebt in Sammelunterkünften außerhalb der Hauptstadt Doha.

### Arbeitsbedingungen und Todesfälle bei Bauarbeitern
Die Situation der ausländischen Bauarbeiter wurde von internationalen Medien und Menschenrechtsorganisationen wiederholt kritisiert. Oftmals werden junge, körperlich leistungsfähige Männer in ihrem Heimatland mit Versprechungen von einem guten Lohn gelockt. Zwar müssen sie im Voraus circa eintausend Dollar Vermittlungsgebühr bezahlen, doch bei mehrjähriger Vertragslaufzeit und einem Monatsgehalt von bis zu 200 Dollar zeigen sich viele der Angeworbenen überzeugt von der angebotenen Arbeit. Bauarbeiter sind oft in kleinen und unhygienischen Unterkünften untergebracht, ihre Löhne werden oft monatelang nicht gezahlt und ihre Pässe werden häufig bei ihrer Ankunft in Katar weggenommen. Dinge wie die extreme Hitze in Katar und der Mangel an Sicherheitsstandards haben offenbar viele Bauarbeiter das Leben gekostet, jedoch gibt es immer noch keinen Konsens darüber, wie viele Bauarbeiter wirklich gestorben sind.
Laut einem Artikel von The Guardian vom Februar 2021 sind 6500 Arbeitsmigranten aller Berufe aus fünf Ländern in Katar gestorben, seit es das Recht erhalten hat, die Fußball-Weltmeisterschaft 2022 auszurichten. Die Regierung von Katar gab zu Protokoll, dass die Zahl der Todesfälle – die sie nicht bestreitet – bei den Millionen von Arbeitsmigranten „verhältnismäßig“ sei. Sheikh Thamer bin Hamad Al Thani, stellvertretender Direktor für Medienangelegenheiten des Regierungskommunikationsamtes, sagte in einem Interview mit der französischen Zeitung Le Figaro, „zu den Expatriates aus diesen Ländern gehören auch Studenten, ältere Menschen und Angestellte in Büros, Einzelhandelsgeschäften, Schulen und Krankenhäusern. Katar hat über 1,4 Millionen Expatriates aus diesen Ländern. Nur 20 % von ihnen sind als Arbeiter im Bausektor beschäftigt, der weniger als 10 % aller Todesfälle zwischen 2014 und 2019 ausmacht“. Bild und Nebelspalter bestätigten ebenfalls, dass die Sterberate dieser Migranten der Sterberate junger Männer in Deutschland und der Schweiz relativ ähnlich ist. Organisationen wie Amnesty International argumentieren jedoch, dass viele der Migranten, die zum Arbeiten nach Katar kommen, nicht nur jung und männlich, sondern auch gesund sind. Nach Angaben der Internationalen Arbeitsorganisation(ILO) sind die von The Guardian genannten 6500 gestorbenen Ausländer in Katar insoweit irreführend, als dass sie „nicht zwischen arbeitsbedingten und nicht arbeitsbedingten Todesfällen“ unterscheidet. Die Guardian-Statistik schließe laut ILO Ausländer in Katar ein, „die nicht erwerbstätig sind“.
Nach Angaben des WM-Organisationskomitees in Katar sind 37 Stadionbauarbeiter gestorben, von denen drei arbeitsbedingt waren. Es besteht jedoch Zweifel am Wahrheitsgehalt der Behauptung des Komitees. Katar baute auch andere Infrastruktur im Zusammenhang mit der WM, darunter einen neuen Flughafen, ein neues U-Bahn-System, eine Reihe neuer Straßen, etwa 100 neuen Hotels und eine ganz neue Stadt rund um ein Stadion. Hassan al-Thawadi, Generalsekretär des WM-Organisationskomitees in Katar, gab in einem Interview mit dem britischen TV-Sender Talk TV zu, dass bei Arbeiten für die WM-Infrastrukturprojekten nicht nur einige wenige, sondern „zwischen 400 und 500“ Arbeitsmigranten gestorben seien, eine genaue Zahl „wisse er nicht“.
Amnesty International veröffentlichte im August 2021 einen Bericht, nach dem 15.021 Nicht-Katarer zwischen 2010 und 2019 gestorben sind, wobei 70 % der Todesfälle nicht richtig aufgeklärt wurden. Es ist jedoch nicht bekannt, wie viele dieser Todesfälle mit dem Bau der WM-Infrastruktur zusammenhängen.

### Frauenrechte
Die Frauenrechte in Katar sind vergleichsweise besser als beispielsweise im benachbarten Saudi-Arabien oder im Iran. Katarische Frauen können per Gesetz ohne Erlaubnis eines männlichen Vormunds arbeiten, studieren und Auto fahren. Sie können auch ohne Einschränkungen selbstständig Handel treiben, sich in jedem Alter ohne männliche Begleitung in der Öffentlichkeit frei bewegen und es besteht keine Verschleierungspflicht. Seit 1998 dürfen Frauen Spiele in Stadien besuchen und 1999 war Katar der erste arabische Golfstaat, der Frauen neben Männern das Wahlrecht einräumte, als der Staat die ersten Wahlen für seinen 29-köpfigen Gemeinderat abhielt. 96 % der katarischen Mädchen besuchen weiterführende Schulen und 2012 waren fast doppelt so viele Studentinnen an Universitäten in Katar eingeschrieben wie Männer, und fast zwei Drittel aller Absolventen waren Frauen (der hohe Frauenanteil ist vor allem darauf zurückzuführen, dass junge Männer oft im Ausland studieren, während junge Frauen häufig von ihren Familien daran gehindert werden). Während jedoch 70 % der katarischen Männer erwerbstätig sind, beträgt der Anteil unter den katarischen Frauen nur 37 %. Im Gender Gap Index des Weltwirtschaftsforums liegt Katar bezüglich Frauenbildung auf Platz 83 und damit im Mittelfeld der 153 bewerteten Staaten. Die männliche Vormundschaft über katarische Frauen wurde auch offiziell vor langer Zeit abgeschafft. Trotz massiver Veränderungen in Bezug auf Frauenrechte in den 1990er Jahren werden Frauen in Katar weiterhin benachteiligt. Es gibt immer noch einige diskriminierende Gesetze gegen Frauen in Katar, und Frauen können auch von der konservativen Gesellschaft diskriminiert werden, ohne dass Gesetze die Diskriminierung verhindern.
Die männliche Vormundschaft in Katar endet offiziell im Alter von 18 Jahren für Männer und Frauen. Allerdings wird für zahlreiche Aktivitäten von katarischen Frauen die Erlaubnis eines männlichen Vormunds (z. B. des Vaters, Ehemanns oder Bruders) verlangt und das katarische Gesetz enthält keine Antidiskriminierungsregelungen in Bezug auf solche Angelegenheiten. So können Vermieter oder Arbeitgeber katarische Frauen um die Erlaubnis eines männlichen Vormunds bitten, wenn sie Miet- oder Arbeitsverträge unterschreiben, obwohl das Gesetz dies nicht vorschreibt. Laut Human Rights Watch verlangt kein Gesetz, dass katarische Frauen die Erlaubnis eines männlichen Vormunds einholen, wenn sie arbeiten möchten, aber das Gesetz verbietet auch nicht die Diskriminierung von katarischen Frauen im Einstellungsprozess, und katarische Frauen werden oft diskriminiert, wenn sie im öffentlichen Sektor arbeiten wollen. So berichteten katarische Frauen Human Rights Watch, dass sie die Erlaubnis eines männlichen Vormunds benötigten, um in vielen Ministerien zu arbeiten sowie in staatlichen oder quasi-staatlichen Institutionen, darunter Qatar University, Qatar Foundation und in öffentlichen Schulen. Das Innenministerium verweigert auch unverheirateten katarischen Frauen unter 25 Jahren das Land ohne die Erlaubnis eines männlichen Vormunds zu verlassen. Aus diesem Grund und auch weil katarische Frauen unter 25 oft die Erlaubnis eines männlichen Vormunds benötigen, um Verträge, einschließlich Mietverträge, zu unterschreiben, können junge katarische Frauen nicht einfach ohne Erlaubnis eines männlichen Vormunds aus den Häusern ihrer Familien ausziehen beziehungsweise die Häuser ihrer Familien verlassen. Dies gilt laut der UN-Arbeitsgruppe für willkürliche Inhaftierungen als „de facto der Tatbestand der Freiheitsberaubung durch Familie“. Katarische Frauen benötigen oft auch die Erlaubnis eines männlichen Vormunds, um mit staatlichen Stipendien im Ausland zu studieren und einige Formen der reproduktiven Gesundheitsversorgung zu erhalten.
Für in Katar lebende ausländische Frauen ist die Erlaubnis eines männlichen Vormunds im Allgemeinen fast nie erforderlich, jedoch benötigen ausländische Frauen, die von ihren Ehemännern oder Vätern als Visa-Sponsoren abhängig sind, um in Katar zu wohnen, auch die Erlaubnis ihrer Sponsoren, um beispielsweise zu arbeiten, einen Führerschein zu erhalten, und der Sponsor kann auch ihnen Auslandsreisen verbieten. Ein ausländischer Mann würde jedoch auch den gleichen Beschränkungen ausgesetzt sein, wenn ihm von seiner Frau oder Mutter ein Visum für den Aufenthalt in Katar gesponsert würde.
An manchen Orten wie Bankschaltern oder Wartezimmern gibt es normalerweise eine Geschlechtertrennung. Öffentliche Universitäten und weiterführende Schulen sind normalerweise nach Geschlecht getrennt, die zahlreichen privaten Universitäten und Schulen (Privatschulen werden meist von Kindern von Expats besucht) sind jedoch normalerweise geschlechtergemischt.
Männer können gerichtlich beantragen, Reiseverbote gegen ihre Ehefrauen oder Kinder zu verhängen. Nach katarischem Recht kann auch ein Ehemann vor Gericht klagen, dass seine Frau „ungehorsam“ ist, wenn sie nicht seine Erlaubnis einholt, bevor sie eine Arbeit aufnimmt oder verreist, oder wenn sie ohne „legitimen“ Grund ihr Ehehaus verlässt oder den Geschlechtsverkehr verweigert. Dies kann bedeuten, dass eine Frau ihren Anspruch auf finanzielle Unterstützung durch ihren Ehemann verlieren könnte. Die Herrschaft des Mannes über die Familie geht so weit, dass bei Gerichtsverfahren das Recht des Mannes, über Familienangelegenheiten zu entscheiden, als „gottgegeben“ angesehen wird.
Frauen erhalten auch nicht genügend Schutz bei häuslicher Gewalt und Scheidungen sind erschwert. Die Entschädigungszahlungen sind zugunsten der Männer ausgerichtet. Beim Tod einer Frau ist nur halb so viel Entschädigung zu entrichten, wie beim Tode einer männlichen Person. Frauen sind nicht völlig frei, zu tragen, was sie wollen. Abgesehen von Orten wie Stränden, wird es von den katarischen Behörden empfohlen, in der Öffentlichkeit keine Miniröcke oder Tanktops zu tragen. Es gibt keine gesetzliche Kleidungsvorschriften für Frauen, aber es wird erwartet, dass eine Frau als „Zeichen des Respekts gegenüber der lokalen Kultur“ keine freizügige Kleidung trägt.
Katar gilt als sicher für Frauen und Belästigung ist selten und illegal. Gemäß Artikel 279 ist die Strafe für jeden, der eine Frau vergewaltigt, lebenslange Haft, oder die Todesstrafe, wenn der Täter beispielsweise ein Vorfahre, ein Vormund oder eine Person ist, die eine Art Autorität über das Opfer hat. Wenn die Behörden jedoch keine stichhaltigen Beweise dafür finden, dass das mutmaßliche Opfer vergewaltigt wurde und der mutmaßliche Vergewaltiger auch behauptet, dass der Geschlechtsverkehr einvernehmlich war, können die Behörden die Behauptung des mutmaßlichen Vergewaltigers für wahr halten, und der mutmaßliche Vergewaltiger und die Vergewaltigte können für außerehelichen Geschlechtsverkehr bestraft werden. Dies wurde 2016 deutlich, als eine 22-jährige niederländische Touristin der Polizei von Katar ihre Vergewaltigung meldete. Ihr mutmaßlicher Vergewaltiger, ein syrischer Staatsbürger, behauptete jedoch, dass der Geschlechtsverkehr einvernehmlich gewesen sei. Das katarische Gericht nahm die Behauptung des Mannes als Tatsache an und die Frau wurde des außerehelichen Geschlechtsverkehrs für schuldig befunden, kam für drei Monate in Haft und musste eine Geldstrafe in Höhe von 3000 Riyal zahlen. Ihr mutmaßlicher Vergewaltiger wurde jedoch mit 100 Peitschenhieben wegen außerehelichen Geschlechtsverkehrs und 40 Peitschenhieben wegen Alkoholkonsums als Moslem bestraft und danach abgeschoben. Aufgrund des Scharia-Gesetzes werden nur Muslime in Katar mit Auspeitschungen bestraft und der Konsum von Alkohol ist allen Muslimen verboten, auch wenn er nicht in der Öffentlichkeit getrunken wird. Außerehelicher Geschlechtsverkehr wird auch in Katar mit bis zu sieben Jahren Gefängnis bestraft, und wenn Muslime daran beteiligt sind, können 100 Peitschenhiebe dazugehören. Jedoch ohne eine Anzeige, ignorieren die Behörden normalerweise Personen, die außerehelichen Geschlechtsverkehr haben, insbesondere wenn es von Ausländern begangen wird. Die Geburt eines unehelichen Kindes führt im Durchschnitt zu einer 12-monatigen Gefängnisstrafe. So werden jedes Jahr etwa 100 ausländische Frauen, die in Katar leben, inhaftiert, weil sie ein uneheliches Kind zur Welt bringen.
Eine ähnliche Situation wie bei der Niederländerin passierte einer Mexikanerin im Juni 2021. Die Frau meldete ihre Vergewaltigung, die von einem ihrer lateinamerikanischen Bekannten begangen wurde, den katarischen Behörden. Der Mann behauptete, dass sie in einer „romantischen Beziehung“ waren, woraufhin gegen beide wegen außerehelichen Geschlechtsverkehrs ermittelt wurde. Sie wären dann beide zu einer Haftstrafe verurteilt worden, aber die Frau hätte es schlimmer erwischt, denn sie hätte auch 100 Peitschenhiebe bekommen, weil sie Muslimin ist. Das Strafverfahren gegen die Mexikanerin wurde, Monate nachdem sie Katar verlassen durfte, fallengelassen. Der Mann konnte auch Katar verlassen und kam daher nicht ins Gefängnis. Wenn eine ausländische Frau in Katar sexuellen Übergriffen ausgesetzt ist, wird empfohlen, dass sie sich zuerst an ihre jeweilige Botschaft wendet.
Fast ein Viertel der Studentinnen auf Universitätsniveau gaben zu, irgendeine Form von Gewalt erlebt zu haben.
Da das Familienrecht auf der islamischen Scharia basiert, kann eine muslimische Frau nur mit Erlaubnis eines männlichen Vormunds heiraten. Andererseits kann ein muslimischer Mann bis zu vier Frauen heiraten, ohne dass die Erlaubnis eines männlichen Vormunds oder einer seiner Frauen erforderlich ist. Anders als Männer können katarische Frauen ihre Staatsangehörigkeit auch nicht an ihre Kinder weitergeben, wenn sie einen Ausländer heiraten. Unter den Golfstaaten könnte Katar als eine der führenden Nationen für Frauenrechte angesehen werden, jedoch liegt Katar im globalen Ranking der Geschlechterungleichheit auf Platz 44. Das Land hat sich ausdrücklich zur Gleichstellung der Geschlechter bekannt, setzt jedoch immer noch unausgewogene Gesetze in den Bereichen Erbschaft, Ehe und sogar bei Zeugenaussagen vor Gericht durch. Die Einschränkungen für katarische Frauen durch einen männlichen Vormund wurden auch von Human Rights Watch kritisiert.

### Kinderrechte
Häusliche Gewalt gegen Kinder durch Eltern ist in Katar öfters gesellschaftlich akzeptiert und steht nicht unter Strafe. Obwohl Zwangsehen in Katar selten sind, gibt es immer noch Bedenken hinsichtlich der Kinderehe, da das Mindestheiratsalter für Mädchen 16 Jahre beträgt, für Jungen 18 Jahre. Diese Unterscheidung zeigt, dass die Nichtdiskriminierung zwischen Jungen und Mädchen nicht eingehalten wird.

### Strafbarkeit von homosexuellen Handlungen
→ Hauptartikel: Homosexualität in Katar
Homosexueller Geschlechtsverkehr ist in Katar verboten, mit einer Strafe von bis zu sieben Jahren Gefängnis sowie der Möglichkeit der Todesstrafe für Muslime nach dem Scharia-Recht; es sind jedoch keine Fälle bekannt, in denen die Todesstrafe wegen Homosexualität vollstreckt wurde. Die katarische Regierung erkennt weder gleichgeschlechtliche Ehen oder eingetragene Lebenspartnerschaften an, noch erlaubt sie den Menschen in Katar, sich für LGBT-Rechte einzusetzen. Human Rights Watch veröffentlichte im Jahr 2022 einen Bericht, in dem LGBT-Personen von den katarischen Behörden missbraucht wurden. Die Sicherheitskräfte ordneten außerdem an, dass inhaftierte Transgender-Frauen an Konversionstherapiesitzungen in einem von der Regierung geförderten Zentrum für „Verhaltensmedizin“ teilnehmen.

### Bürgerrechte und politische Freiheiten
Das Recht auf freie Meinungsäußerung in Katar ist eingeschränkt. Mehrere Personen wurden wegen Blasphemie zu Haftstrafen von bis zu sieben Jahren verurteilt. Ein Syrer, der während eines Zornesausbruchs den Islam beleidigte, weil sein Guthaben auf dem Mobiltelefon erloschen war, wurde ausgewiesen. Ausländern wird im Allgemeinen der Erwerb der katarischen Staatsbürgerschaft verweigert und nur die rund 300.000 zählenden Katarer besitzen das Wahlrecht. Katarer können beispielsweise für die Verfassung oder für die Beratende Versammlung stimmen, jedoch sind politische Parteien nicht zugelassen. Von November 2012 bis März 2016 wurde ein katarischer Dichter inhaftiert, weil er ein Gedicht rezitiert hatte, das Hamad bin Chalifa, den damaligen Emir von Katar, beleidigte. Ursprünglich wurde er zu lebenslanger Haft verurteilt.
In Katar gibt es grundsätzlich Zugang zum Internet, der allerdings gewissen Einschränkungen und Zensur unterliegt. Pornografische Darstellungen, islamkritische Inhalte, Ratschläge zur sexuellen Gesundheit und alle Inhalte, die sich auf LGBT-Interessen beziehen werden blockiert. Diejenigen, die „falsche Nachrichten“ veröffentlichen, von denen angenommen wird, dass sie die Sicherheit des Staates gefährden, können mit bis zu drei Jahren Gefängnis bestraft werden.

### Religionen in Katar
Die Mehrheit der Bevölkerung Katars ist muslimisch. Andere Religionen machen ebenfalls eine bedeutende Minderheit des Landes aus, jedoch sind fast alle Anhänger dieser Religionen Ausländer. In Katar ist der Islam Staatsreligion und nach der katarischen Verfassung muss auch der Emir Muslim sein. Andere Religionen werden gegenüber dem Islam benachteiligt und teilweise diskriminiert. Der Bau von christlichen Kirchen ist erlaubt, jedoch unter strengen Vorgaben. Klare Regierungsanweisungen besagen, dass christliche Symbole wie Kreuze, Türme und Statuen an der Außenseite von Kirchengebäuden nicht erlaubt sind. Abtrünnige, die den Islam verlassen, werden von Familienmitgliedern, der Gesellschaft und dem Staat diskriminiert. Die Konversion vom Islam zu einer anderen Religion wird gesetzlich als Apostasie definiert und ist illegal, obwohl es seit der Unabhängigkeit des Landes im Jahr 1971 keine dokumentierten Strafen für Apostasie gibt.
Die Verfassung garantiert „allen Menschen die Freiheit, religiöse Riten im Einklang mit den Gesetzen und den Erfordernissen der Aufrechterhaltung der öffentlichen Ordnung und Moral auszuüben“, und es verbietet Diskriminierung aufgrund der Religion. Der sunnitische und schiitische Islam sowie viele christliche Konfessionen sind staatlich anerkannt. Dies gilt jedoch nicht für andere Religionen wie Hinduismus oder Buddhismus. Daher sind Kultstätten für diese Religionen rar und nicht offiziell vom Staat anerkannt. Nicht anerkannten Religionen ist es unter anderem nicht gestattet, religiöse Texte von außerhalb des Landes zu erwerben oder Broschüren mit religiösen Themen zu veröffentlichen. Das katarische Gesetz schränkt den öffentlichen Gottesdienst für nicht-islamische Glaubensrichtungen ein und stellt auch die Missionierung einer anderen Religion als dem Islam im Namen einer Organisation, Gesellschaft oder Stiftung unter Strafe und sieht eine Bestrafung von bis zu zehn Jahren Gefängnis vor. Die Missionierung aus eigenem Antrieb für eine andere Religion als den Islam kann mit einer Freiheitsstrafe von bis zu sieben Jahren geahndet werden. Die Regierung überprüft, zensiert oder verbietet ausländische Zeitungen, Zeitschriften, Filme und Bücher wegen anstößiger sexueller, religiöser und politischer Inhalte.
Eine nicht muslimische Frau ist gesetzlich nicht verpflichtet, zum Islam zu konvertieren, wenn sie einen muslimischen Mann heiratet, jedoch betrachtet das Gesetz die Nachkommen einer solchen Ehe als Muslime. Das Gesetz schreibt vor, dass ein nicht muslimischer Mann, der eine muslimische Frau heiratet, zum Islam konvertieren muss. 13 Angehörige des Bahai-Glaubens hatten auch Schwierigkeiten bei der Registrierung von Eheschließungen und wurden auch daran gehindert, ihre Aufenthaltserlaubnis zu erneuern. Die Regierung erließ auch verwaltungsrechtliche Abschiebungsbescheide für vier langjährige Einwohner, die christliche Inder waren. Auch ihre Familien sollten abgeschoben werden. Die Abgeschobenen führten die Abschiebungen auf ihre religiösen Aktivitäten zurück. Petitionen an die Regierung und Bitten um Klärung der Entscheidungen blieben unbeantwortet.

### Körperliche und unmenschliche Strafen
Muslime, die Alkohol trinken oder außerehelichen Geschlechtsverkehr haben, können gemäß der Scharia ausgepeitscht werden. Katar behält die Todesstrafe bei, vor allem wegen Spionage oder anderen Bedrohungen der nationalen Sicherheit. Der Religionsaustritt gilt auch als ein Kapitalverbrechen, aber es sind keine Hinrichtungen für dieses bekannt. Es gibt auch andere Verbrechen, die die Todesstrafe nach sich ziehen, einschließlich Mord und Vergewaltigung. Katar beendete 2020 eine zwei Jahrzehnte lange Pause bei der Anwendung der Todesstrafe, in der sie einen nepalesischen Gastarbeiter hinrichteten ließ, weil er einen katarischen Mann getötet hatte. Er wurde durch ein Erschießungskommando hingerichtet.